# Tughluq Timur
- Pel gendre de Qazaghan i fill de l'amir Boroldai, vegeu Tegluq Temur

Tughlugh Timur (Tughluq Timur, Tughlugh Temür, Tughluq Temür, 1329/30-1363) fou kan de Mogolistan de vers 1347/1348 a la seva mort el 1363 i kan del Kanat de Txagatai del 1358/1360 al 1363. Era fill d'Esen Buka I. En el seu regnat es va produir la conversió final a l'islam dels mongols d'Asia central i es va produir també la nova invasió i conquesta de Transoxiana.

## Antecedents
Després que el kan Qazan Khan fou mort el 1346, el Kanat de Txagatai va quedar en poder de l'amir dels karaunes Qazaghan amb el suport de les tribus turcomongoles de Transoxiana, encara que un kan titella fou posat al tron però sense cap poder efectiu. La part oriental del kanat, que durant les lluites pel poder dels kans als darrers anys, havia anat adquirint autonomia de fet, estava habitada principalment per mongols i era en majoria xamanista i budista. Per contra la part occidental estava dominada pels centres urbans de Transoxiana, amb majoria de turcs.
La família més poderosa en la part oriental del kanat durant aquest temps, era mongola, la dels amirs Dughlat. El Dughlats dominaven unes quantes ciutats importants com vassalls dels kans, incloent-hi Kaixgar, Aksu, Yarkand, i Khotan. El 1347, l'amir Dughlat Bulaji, després de veure el que passava a Transoxiana, va decidir alçar un kan de la seva pròpia elecció i va nomenar al txagataïda Tughlugh Timur, que era en aquella època poc més que un aventurer.

## Conversió a l'islam
Tughlugh fou convertit a l'islam per un clergue musulmà Mawlana Arshad al-Din, que involuntàriament havia entrat en les terres de cacera de Tughlugh; aquest va demanar el clergue (portat al seu davant) la raó de la interferència del clergue en la seva cacera. El clergue va contestar que no era conscient que estava entrant il·legalment. En aquest punt, Tughlugh es va adonar que el clergue era persa, i Tughlugh deia que un gos valia més que un persa. El clergue va respondre "Sí, si no teníem la fe veritable, hauríem de ser en efecte pitjors que els gossos." Confós Tughluq va ordenar al clergue que expliqués això de la "fe veritable" i li van ensenyar a Tughlugh les doctrines d'Islam. Després, Tughlugh va adoptar aquesta religió. Aquest acte va arrossegar als amirs de Mogolistan que van fer el mateix, encara que la població en general de la regió es va convertir més lentament.

## Govern
El 1358, a Transoxiana el karaunes van perdre el seu estatus com líders de facto de l'ulus de Txagatai Khan pujant al poder Buyan Suldus, un emir sense talent i ineficaç. Tughlugh Timur considerava que trobaria poca resistència a Transoxiana i la va envair vers 1358 (el març de 1360 segons alguna font). Com havia pronosticat, la majoria dels emirs tribals es van declarar al seu favor; entre els que no ho van fer, el més notable fou Hajji Beg de la tribu dels barles, que va optar per la fugida i els mongols orientals van decidir buscar algú altre per administrar els que havien estat els territoris d'Hajji Beg; estaven d'acord amb el jove nebot jove d'Hajji Beg Timur, que s'hi havia sotmès. Això, incidentalment, era el primer pas de Timur (després conegut com a Tamerlà) en la seva pujada al poder com emir dels timúrides.
El mongols orientals aviat van abandonar Transoxiana després que va esclatar una disputa entre els seus emirs. El 1361, tanmateix, Tughluq Timur i el seu exèrcit es presentaven a la regió per segona vegada. Aquesta vegada el kan sembla que havia decidit deposar els emirs de Transoxianan i centralitzar el poder a les seves pròpies mans. Va executar uns quants emirs, incloent-hi Amir Bayazid i Buyan Suldus, mentre Hajji Beg, que havia retornat després de la sortida del mongols orientals el 1360, una altra vegada es va retirar. Quan el cap karauna Amir Husayn se li va enfrontar, Tughluq Timur va envair els seus extensos territoris situats al sud de l'Amudarià i el va derrotar en batalla. emir Husayn va fugir; l'exèrcit mongol oriental avançava cap al sud fins a un punt tan llunyà com Kunduz en persecució del fugitiu, i assolava la regió.
Havent destruït el poder dels emirs de Transoxiana i reunificat el Kanat de Txagatai, Tughlugh Timur va nomenar el seu fill Ilyas Khoja com virrei de Transoxiana i va retornar cap a l'orient conegut com a Mogolistan. No molt de temps després de la seva tornada moria a l'edat de 34 anys (1363). La seva tomba està situada a Almaliq. La conquesta de Transoxiana es va demostrar que era passatgera. emir Husayn i Timur (Tamerlà) no van tardar a arrabassar Transoxiana a Ilyas Khoja.